# Carambolebillard
Carambolebillard en betegnelse for flere forskellige afarter af samme disciplin indenfor billard. Fælles for alle er, at der spilles på et bord der er 5 x 10 fod, og uden huller. Der spilles med tre baller og i sin simpleste form, er formålet at ramme (karambolere med) de to andre baller på bordet.
Der findes flere forskellige variationer af carambole, mest kendt er nok ”3-bande-carambole”. Her er formålet at sammensætte serier af pointgivende stød. Hver spiller bliver fra starten tildelt hver sin stødbal, og objektivet er herefter at ramme enten objektballen eller modspillerens stødbal, tre bander og den tilbageværende bal der ikke er ramt endnu.

## Discipliner
- Fri Carambole
- 1-bande Carambole
- 3-bande Carambole
- Cadre 47/2